# Scopone Scientifico
O Scopone Scientifico é uma variante do jogo de cartas italiano Scopone jogado por quatro pessoas divididas em duplas e em que todas as cartas são distribuídas aos jogadores no início de cada partida.

## Objetivos do jogo
- Tentar evitar que a equipe adversária consiga fazer a primeira scopa da partida;
- Evitar deixar cartas na mesa que juntas somem o valor 10 ou menos;
- Capturar o maior número de cartas possível;
- Fazer scopas.

## Tipo de baralho
No jogo utiliza-se um maço de baralho italiano tradicional de 40 cartas. Pode-se também usar o baralho espanhol ou o baralho francês, removendo-se as cartas 8, 9, 10 (no caso do baralho francês) e os coringas (caso hajam).

## Ordem e valor das cartas
A ordem das cartas, da maior para a menor, e seus respectivos valores são: rei, 10; cavalo, 9; valete, 8; sete, 7; seis, 6; cinco, 5; quatro, 4; três, 3; dois, 2; ás, 1.
Usando o baralho francês, a dama equivale ao cavalo.

## Distribuição das cartas
O carteador embaralha as cartas e as entrega para o jogador a sua esquerda para que este faça o corte do maço, depois distribui dez cartas, entregues uma a uma (ou de outra forma), para cada um dos jogadores iniciando pelo que estiver a sua direita, distribuindo  no sentido anti-horários até todas as cartas serem entregues, não ficando nenhuma carta sobre a mesa.

## Desenvolvimento do jogo
O jogo segue a maior da parte dinâmica da Scopa e do Scopone. A diferença é que uma mesma equipe pode conseguir fazer scopas em sequência se cada membro da equipe tiver a carta de mesmo valor a cada vez que um membro da dupla adversária colocar sua carta sobre o centro da mesa quando ele estiver vazio, situação que pode ocorre já no início de partida.

## Pontuação
O sistema de pontuação é o seguinte:
- Scopa : cada scopa obtida = 1 ponto;
- Carte : maior número de cartas = 1 ponto;
- Sette bello : obtenção do 7 de ouros = 1 ponto;
- Denari : maior número de cartas de ouros = 1 ponto;
- Primiera : obtenção da primiera = 1 ponto.

Caso ocorra empate em carte, denari ou primiera nenhuma equipe recebe os pontos respectivos.
Vence a partida o jogador, ou dupla, que marcar 11, 16 ou 21 pontos primeiro.